# Thumatha infantula
Thumatha infantula är en fjärilsart som beskrevs av Saalmüller 1879. Thumatha infantula ingår i släktet Thumatha och familjen björnspinnare. Inga underarter finns listade i Catalogue of Life.